# Ljupten
Ljupten (Serbisches-kyrillisch: Љуптен) ist ein Dorf in der Gemeinde (Opština) Aleksinac in Ostserbien.                                                    

## Geographie und Bevölkerung

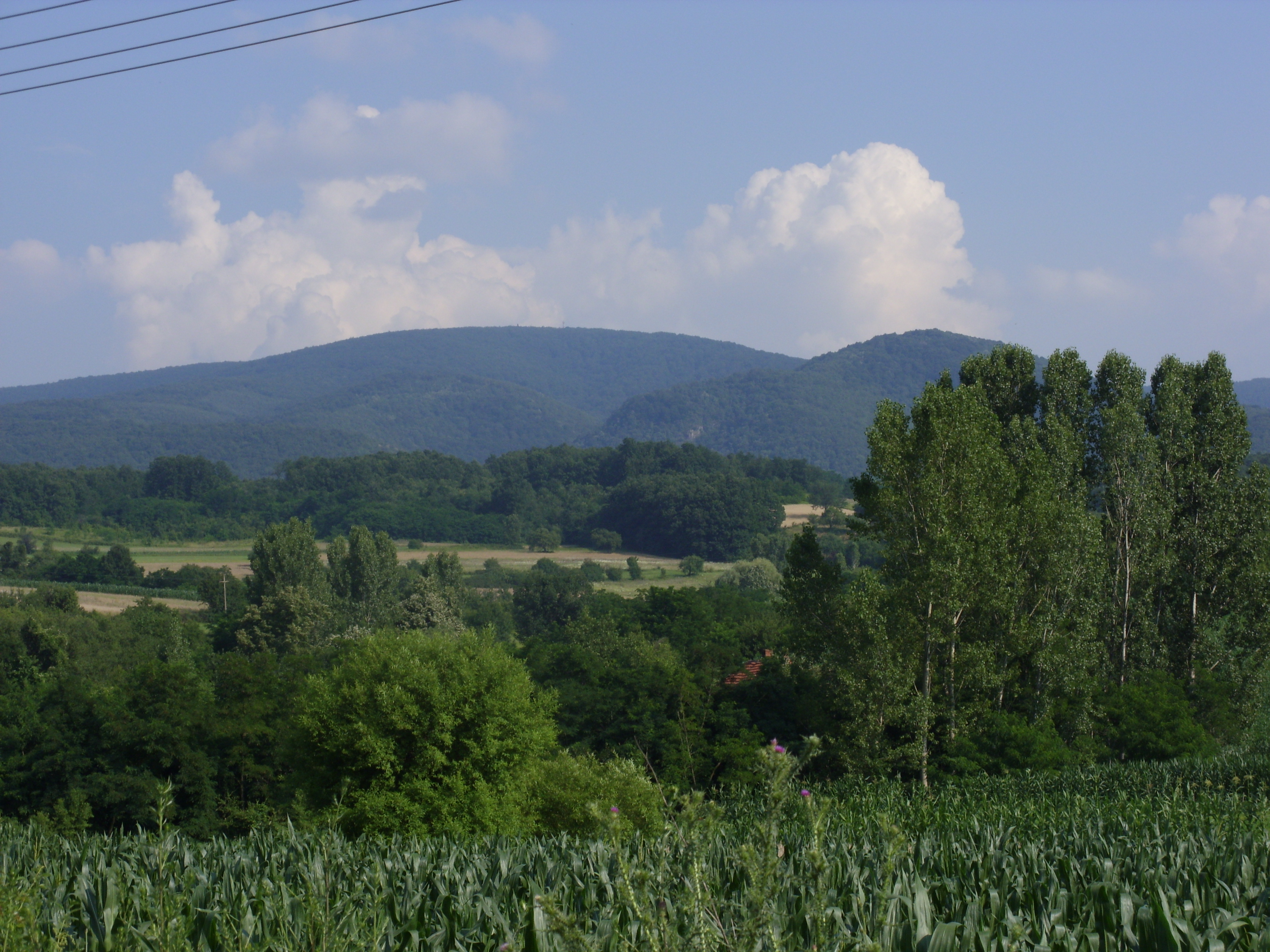
Blick auf den Mali Jastrebac in der Umgebung des Ortes

Das Dorf liegt in der Opština Aleksinac im Nišavski okrug im Osten des Landes auf 388 Meter über dem Meeresspiegel. Ljupten hatte bei der Volkszählung von 2011 eine Einwohnerzahl von 311 Bewohnern, während es 1991 noch 408 waren. Nach den letzten drei Bevölkerungsstatistiken fällt die Einwohnerzahl weiter. 

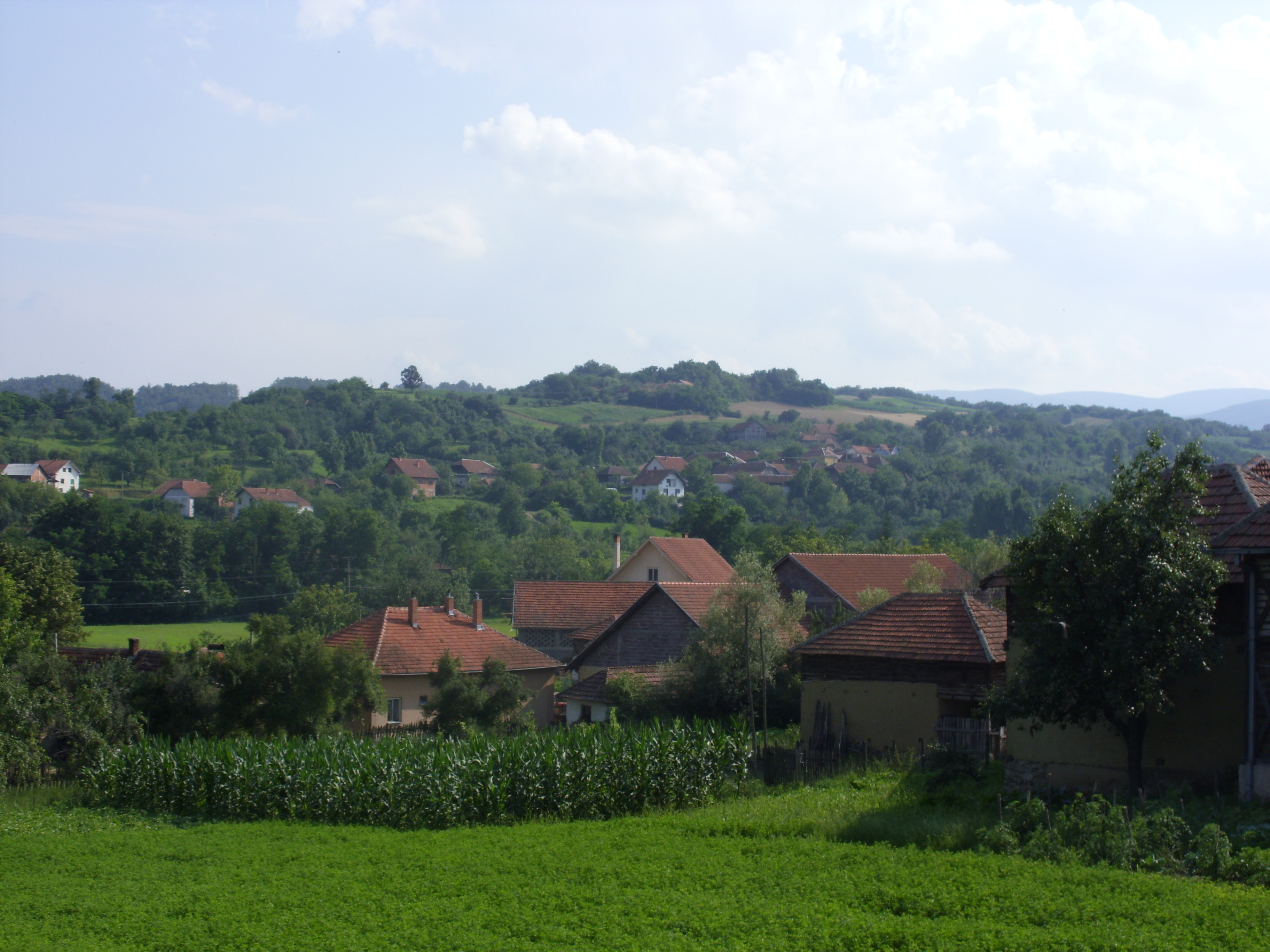
Blick auf einen Teil von Ljupten

Die Bevölkerung von Ljupten stellen 99,5 % Serbisch-orthodoxe Serben, zudem lebt ebenfalls ein Serbisch-orthodoxer Montenegriner und eine Person unbekannter Abstammung im Ort, die jeweils 0,25 % der Bevölkerung stellen. Das Dorf besteht aus 126 Haushalten. Ljupten besteht aus mehreren Weilern. 
Das Dorf ist südwestlich von der Stadt Aleksinac gelegen. In der Nähe liegt der Gebirgszug Mali Jastrebac, der auch touristisch erschlossen ist. Im Dorf steht ein Kulturhaus, was von den Einwohnern als Versammlungsort benutzt wird. 

### Demographie

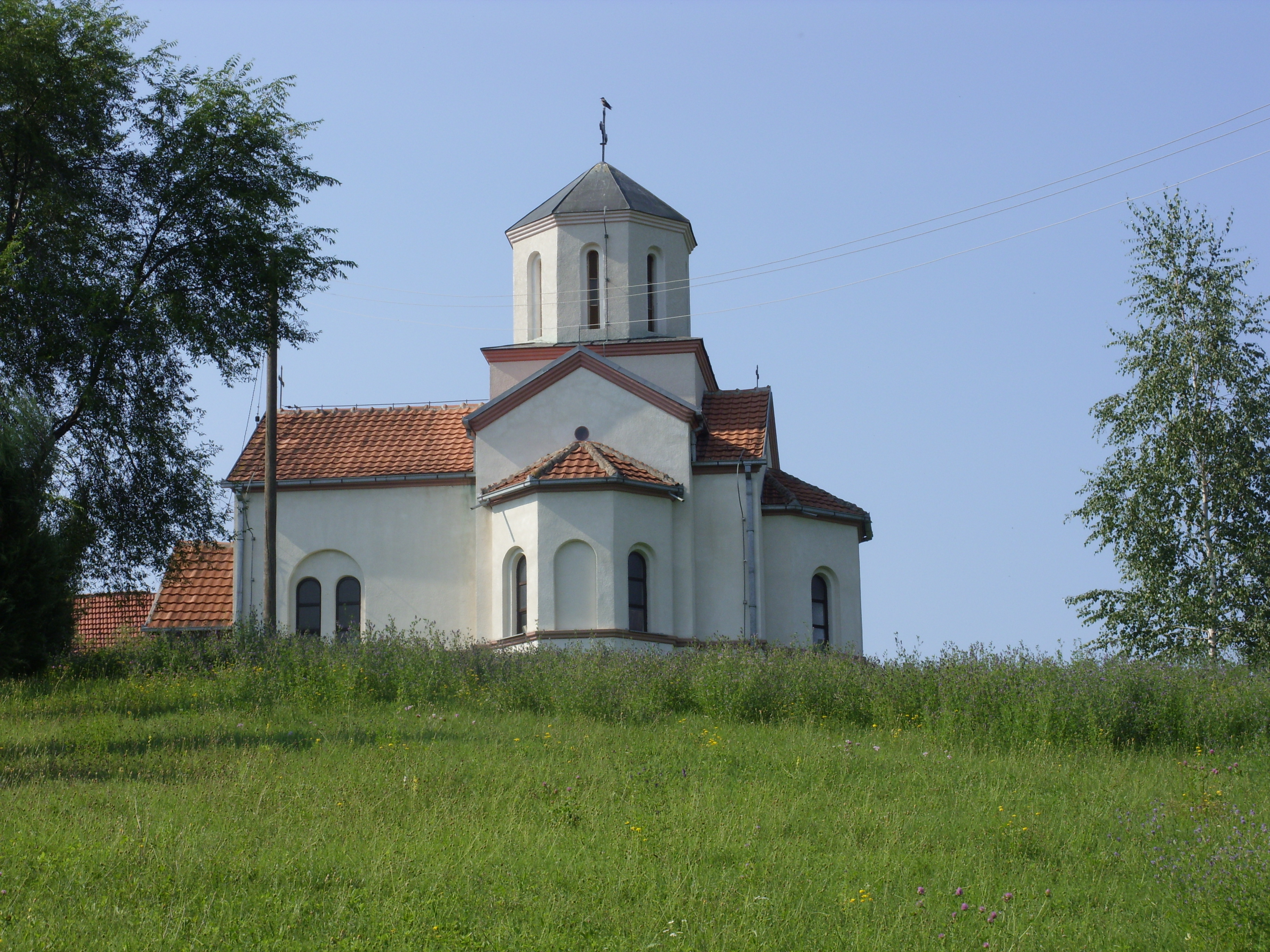
Die neue Serbisch-orthodoxe Christi-Verklärungs-Kirche in Ljupten

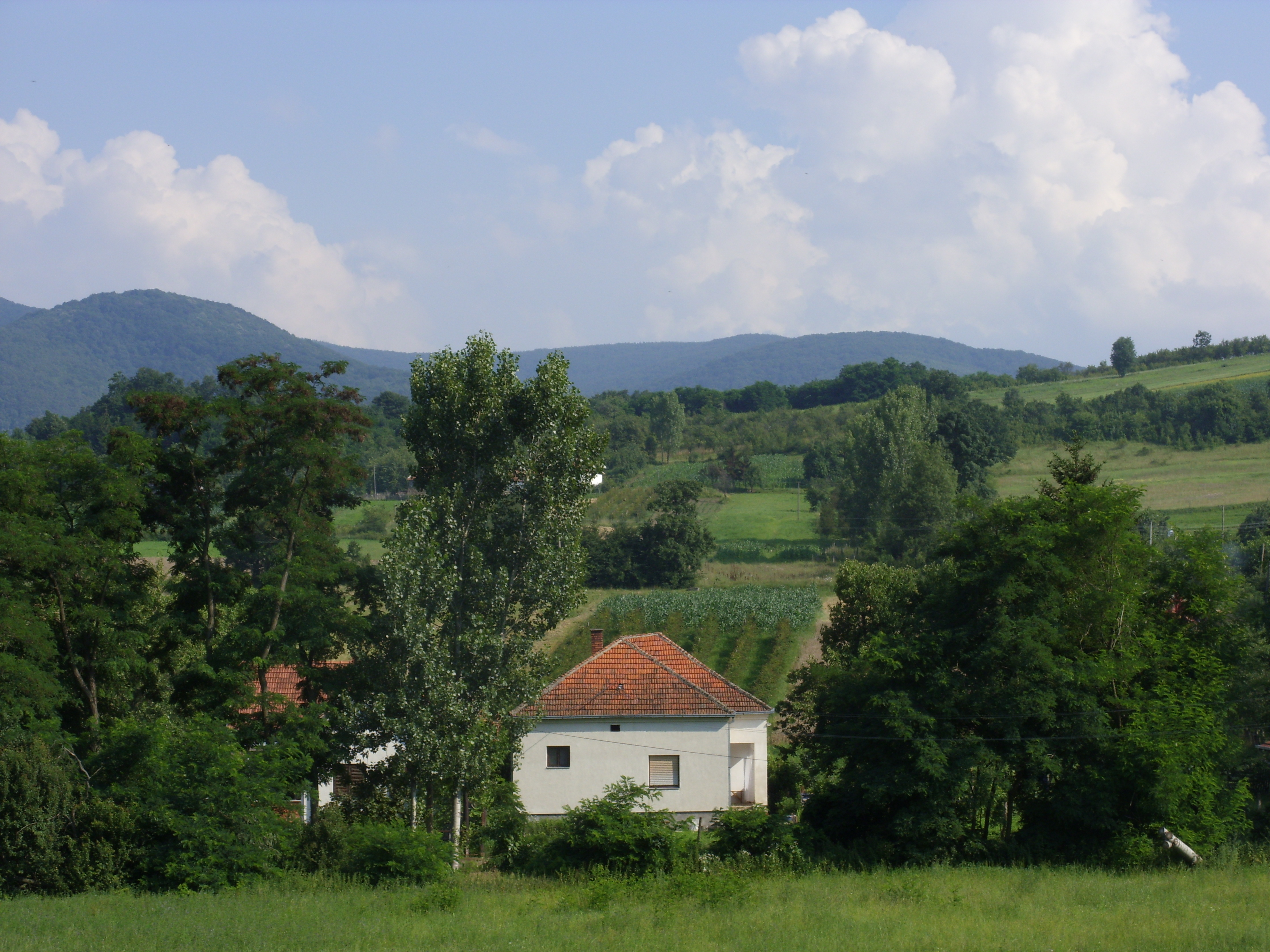
Blick auf umgebende Felder

| Jahr | Einwohnerzahl |
| ---- | ------------- |
| 1948 | 659           |
| 1953 | 808           |
| 1961 | 775           |
| 1971 | 742           |
| 1981 | 633           |
| 1991 | 486           |
| 2002 | 408           |
| 2011 | 311           |

## Religion
In Ljupten stehen zwei Serbisch-orthodoxe Kirchengebäude. Die alte Christi-Verklärungs-Kirche aus dem Jahre 1925. Und die neue Christi-Verklärungs-Kirche. 
Die Gotteshäuser sind im Serbisch-byzantinischen Stil erbaut und liegen nicht weit voneinander entfernt. Die Kirchen gehören zur Pfarrei Čukurovac im  Dekanat Aleksinac der Eparchie Niš der Serbisch-orthodoxen Kirche.

## Belege
- Књига 9, Становништво, упоредни преглед броја становника 1948, 1953, 1961, 1971, 1981, 1991, 2002, подаци по насељима, Републички завод за статистику, Belgrad 2004, ISBN 86-84433-14-9
- Књига 1, Становништво, национална или етничка припадност, подаци по насељима, Републички завод за статистику, Belgrad 2003, ISBN 86-84433-00-9
- Књига 2, Становништво, пол и старост, подаци по насељима, Републички завод за статистику, Belgrad 2003, ISBN 86-84433-01-7
- Informationen zu den Kirchen von Ljupten, (serbisch)